# Бухарская улица (Казань)
Бухарская улица — улица в Советском районе Казани.

## Название
Улица названа в честь находящегося в Узбекистане города Бухара. Название утверждено решением Казанского горисполкома от 23 апреля 1958 года № 328.
Прежнее название — улица Можайского, в честь русский военного деятеля, изобретателя — пионера авиации Александра Фёдоровича Можайского (1825—1890).
| Варианты адресных табличек с названием улицы | Варианты адресных табличек с названием улицы | Варианты адресных табличек с названием улицы |
| -------------------------------------------- | -------------------------------------------- | -------------------------------------------- |
|                                              |                                              |                                              |

## Территориальное расположение
Бухарская улица находится в восточной части Казани, на территории Советского района. До 2023 года она состояла из трёх участков, протянувшихся в широтном направлении, общая длина которых составляла 1752 м. Первый участок длиной около 380 м находится между улицами Родины и Крылова, являясь фактически северной границей посёлка Дальний. Второй участок протяжённостью около 680 м расположен на территории промышленной зоны, между улицами Аделя Кутуя и Родины. Третий участок Бухарской улицы находился севернее двух первых, также соединяя между собой улицы Аделя Кутуя и Родины; его появление было обусловлено наличием здесь производственных и торгово-складских объектов, получивших адресацию по Бухарской улице. В 2021—2023 годах по третьему участку был проложен Вознесенский тракт, в результате чего эта часть Бухарской улицы фактически исчезла, хотя адресация объектов по ней сохранилась.

## История

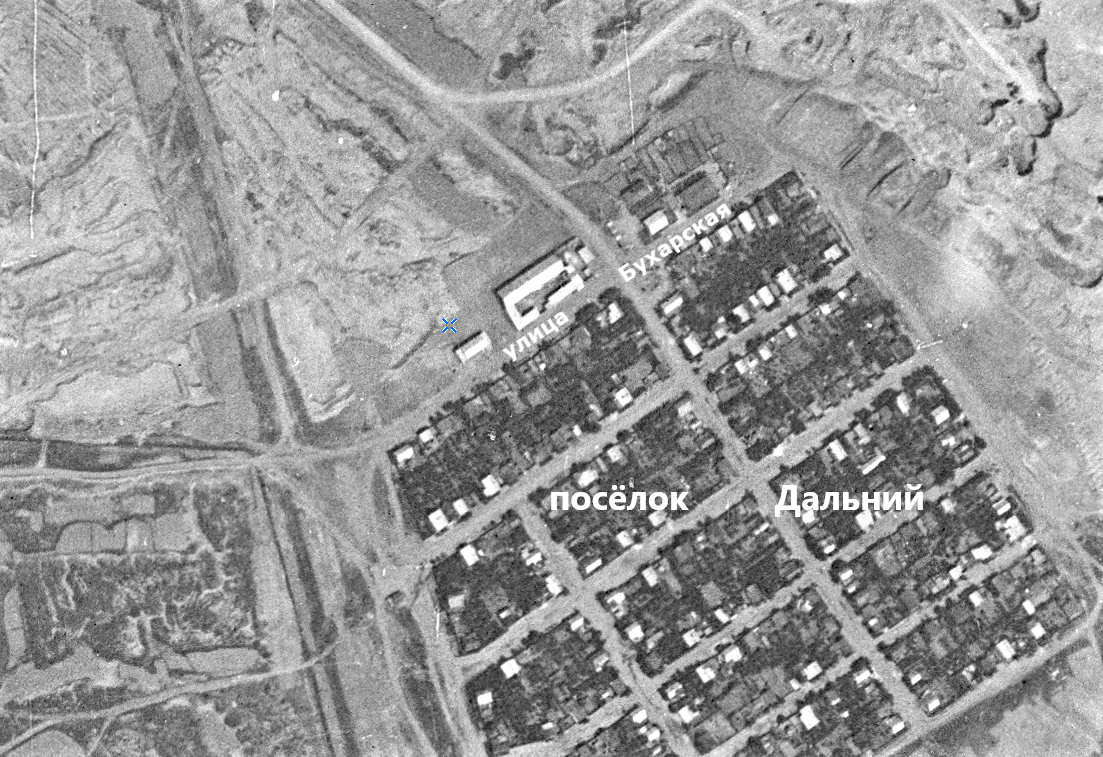
Бухарская улица на снимке с американского спутника (7 июня 1966)

Бухарская улица возникла в середине 1950-х годов с началом застройки малоэтажного жилого посёлка Дальний и изначально называясь улицей Можайского (до 1958 года). Она стала одной из первых улиц этого посёлка и вместе с улицей Рылеева выполняет функцию его главной транспортной артерии. До 1980-х годов Бухарская улица в основном была односторонней, имея сплошную малоэтажную жилую застройку с южной (чётной) стороны. С северной (нечётной) стороны находились отдельные строения, в том числе поселковый клуб (на его месте сейчас автосервисное предприятие: Бухарская ул., 1), жилой барак и продовольственный магазин. Со временем эти строения снесли и в 1980-е — 1990-е годы с северной стороны Бухарской улицы стала формироваться производственно-хозяйственная зона. В 2010-е годы здесь также было построено здание (Бухарская ул., 3А), в котором разместились Центр отдыха «Kingdom» (ресторан, зал для боулинга и банкетный зал) и Бухарская мечеть (2017).
Второй участок Бухарской улицы (между улицами Аделя Кутуя и Родины) фактически является западным продолжением поселковой улицы, он полностью находится на территории промзоны. Как улица с проезжей частью этот участок сформировался в 1980-е — 1990-е годы в процессе строительства здесь объектов производственно-хозяйственного назначения. В настоящее время здесь в основном расположены торгово-складские предприятия.
Начиная с 2010-х годов территория промзоны поэтапно передаётся под жилую застройку, а в 2021 году был утверждён проект её реновации. В 2021—2023 годах по территории промзоны был проложен Вознесенский тракт, в результате чего северный участок Бухарской улицы был фактически ликвидирован.

## Объекты, расположенные на улице
На улице Бухарской расположены следующие значимые объекты:
- Центра отдыха «Kingdom» (Бухарская ул., 3А);
- Бухарская мечеть (Бухарская ул., 3А).

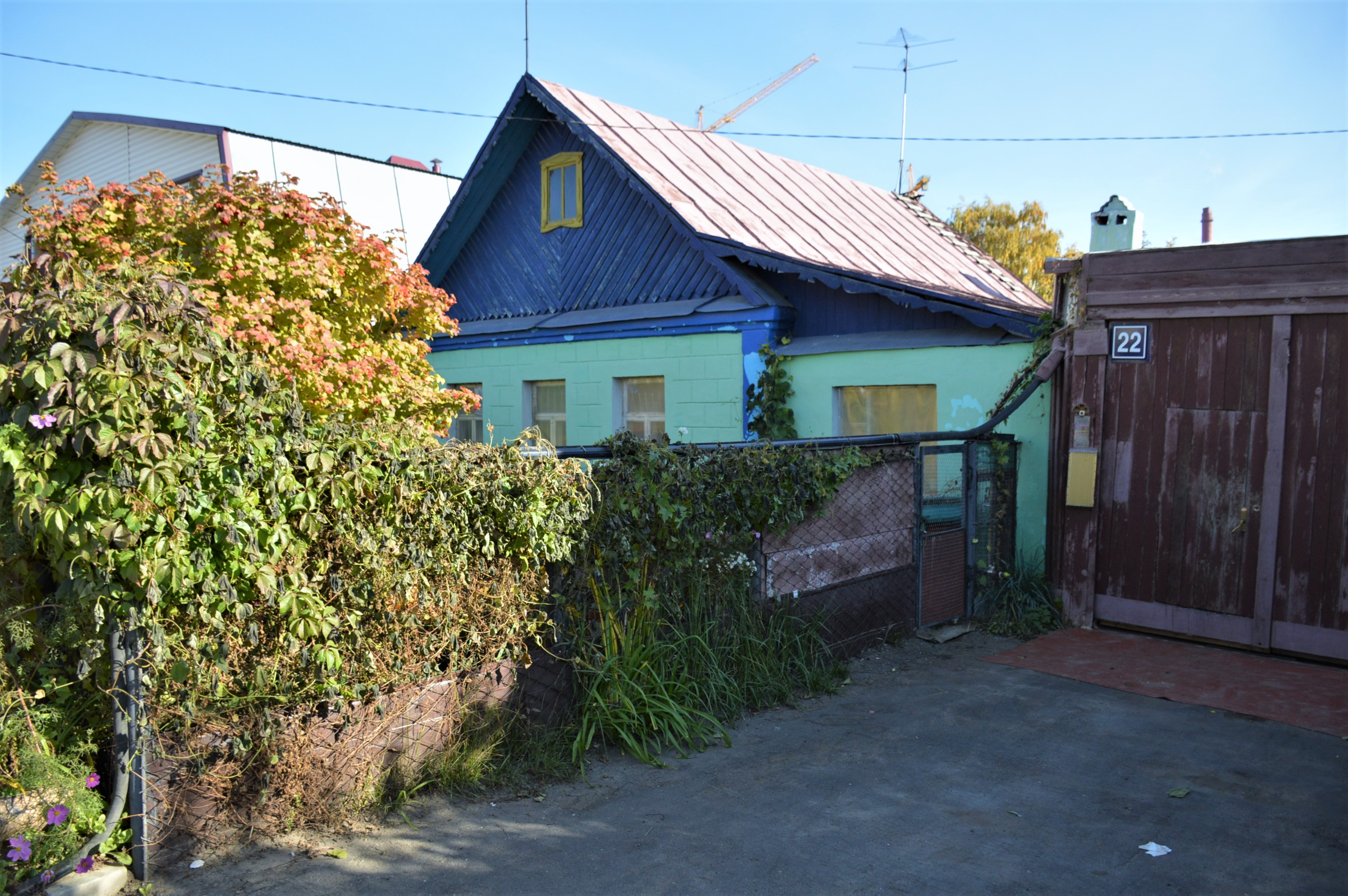
Один из жилых домов Дальнего посёлка: Бухарская ул., 22
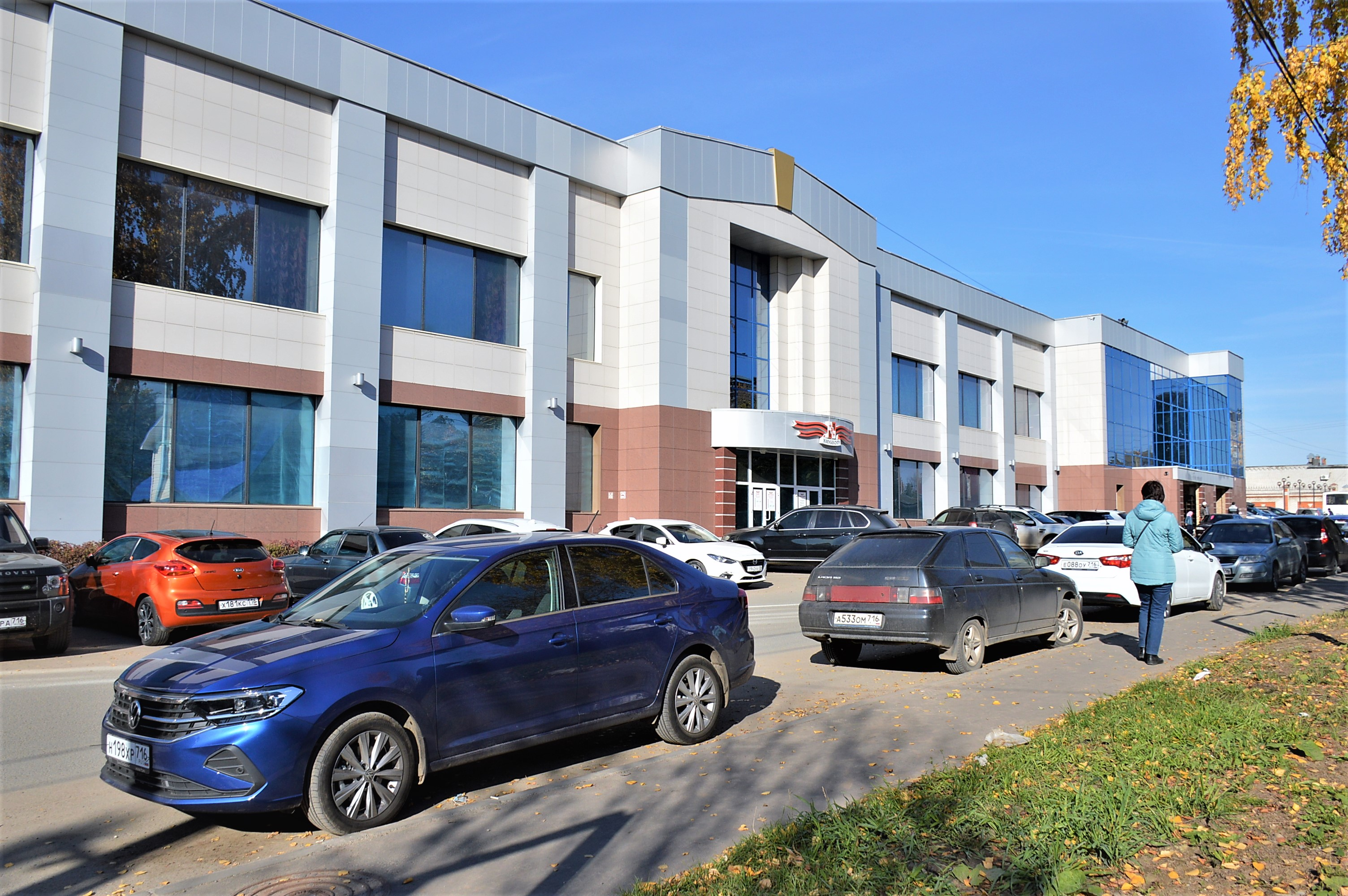
Здание Центра отдыха «Kingdom»: Бухарская ул., 3А
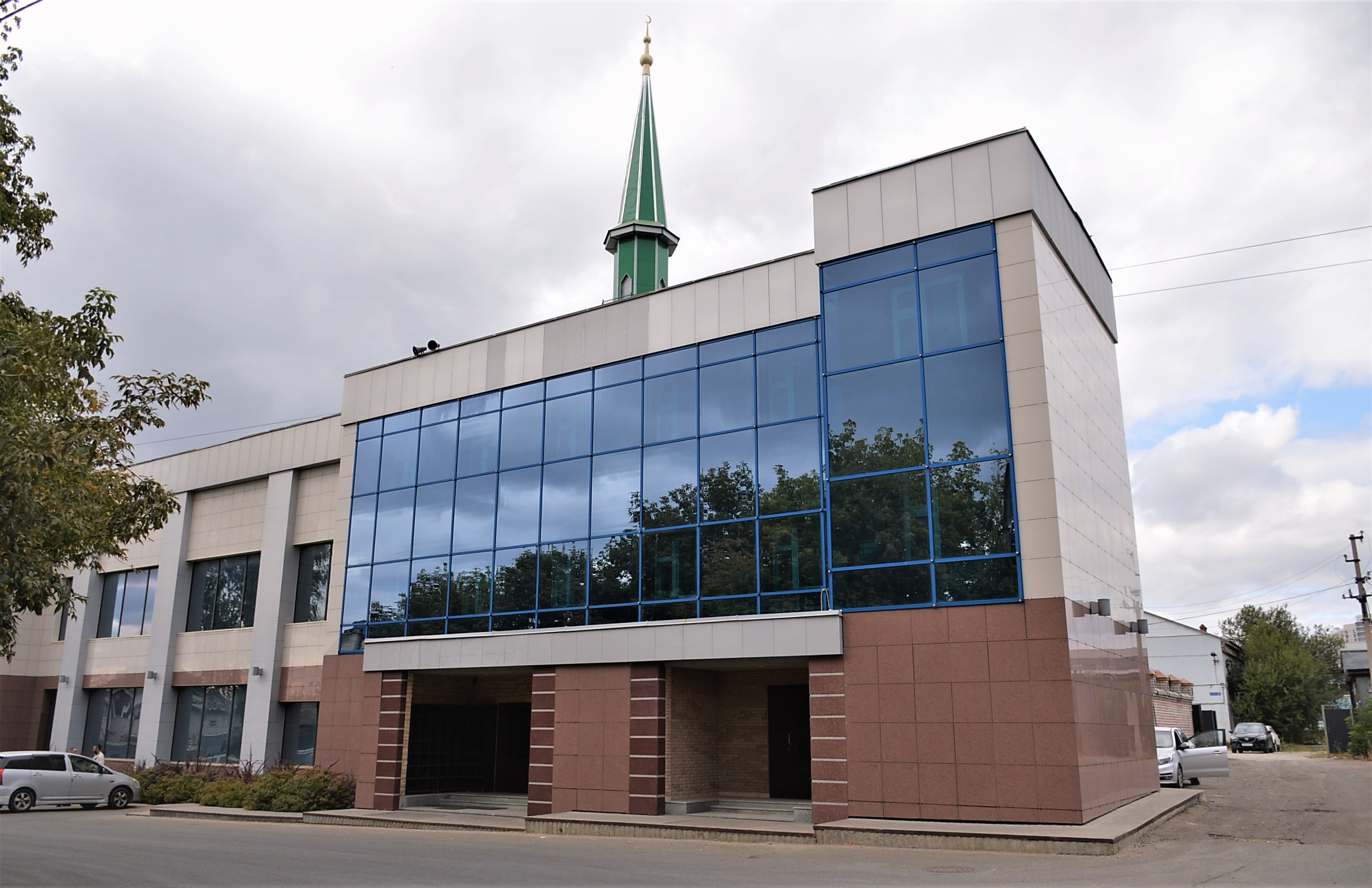
Бухарская мечеть: Бухарская ул., 3А
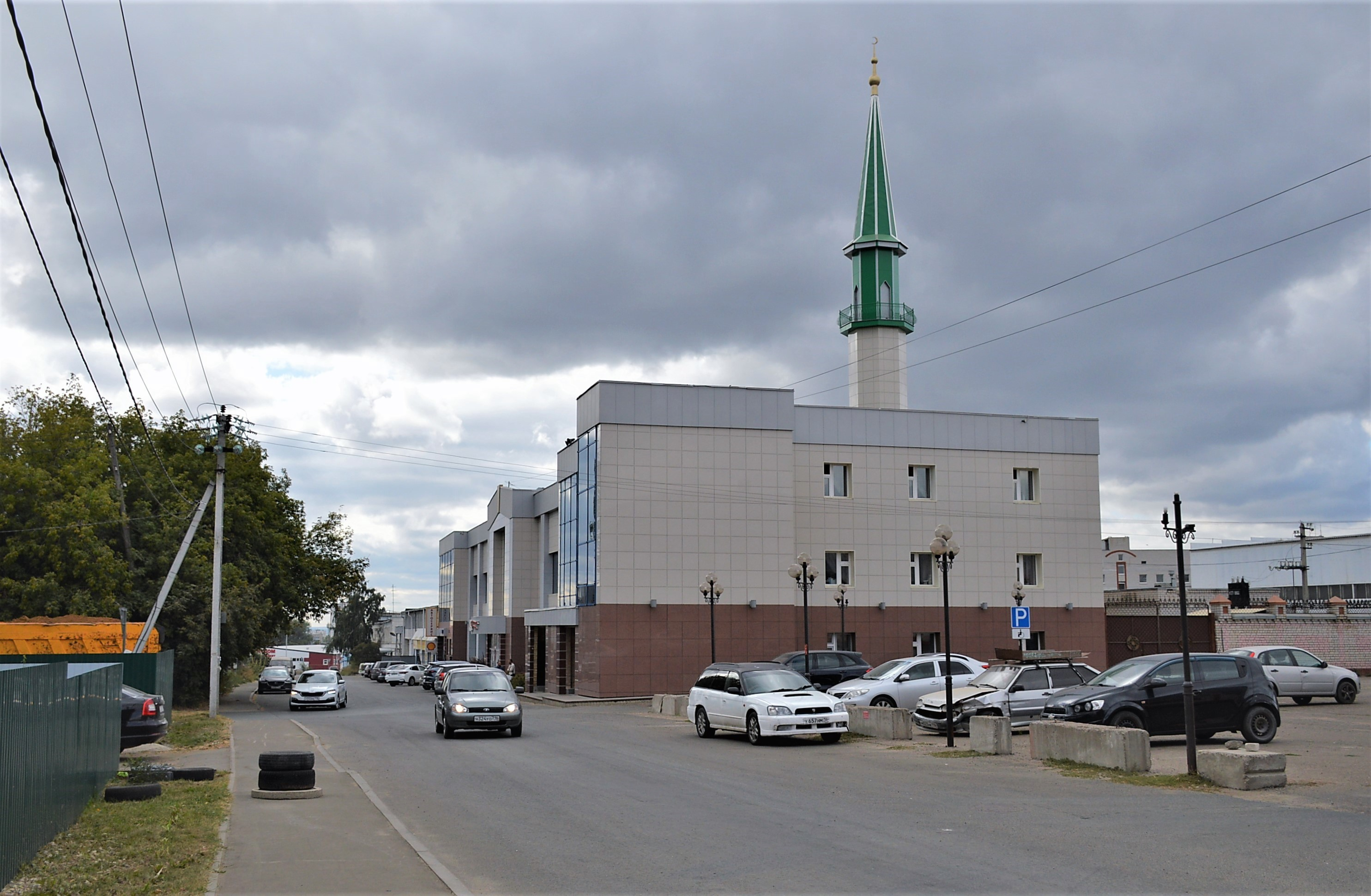
Бухарская мечеть в перспективы одноимённой улицы
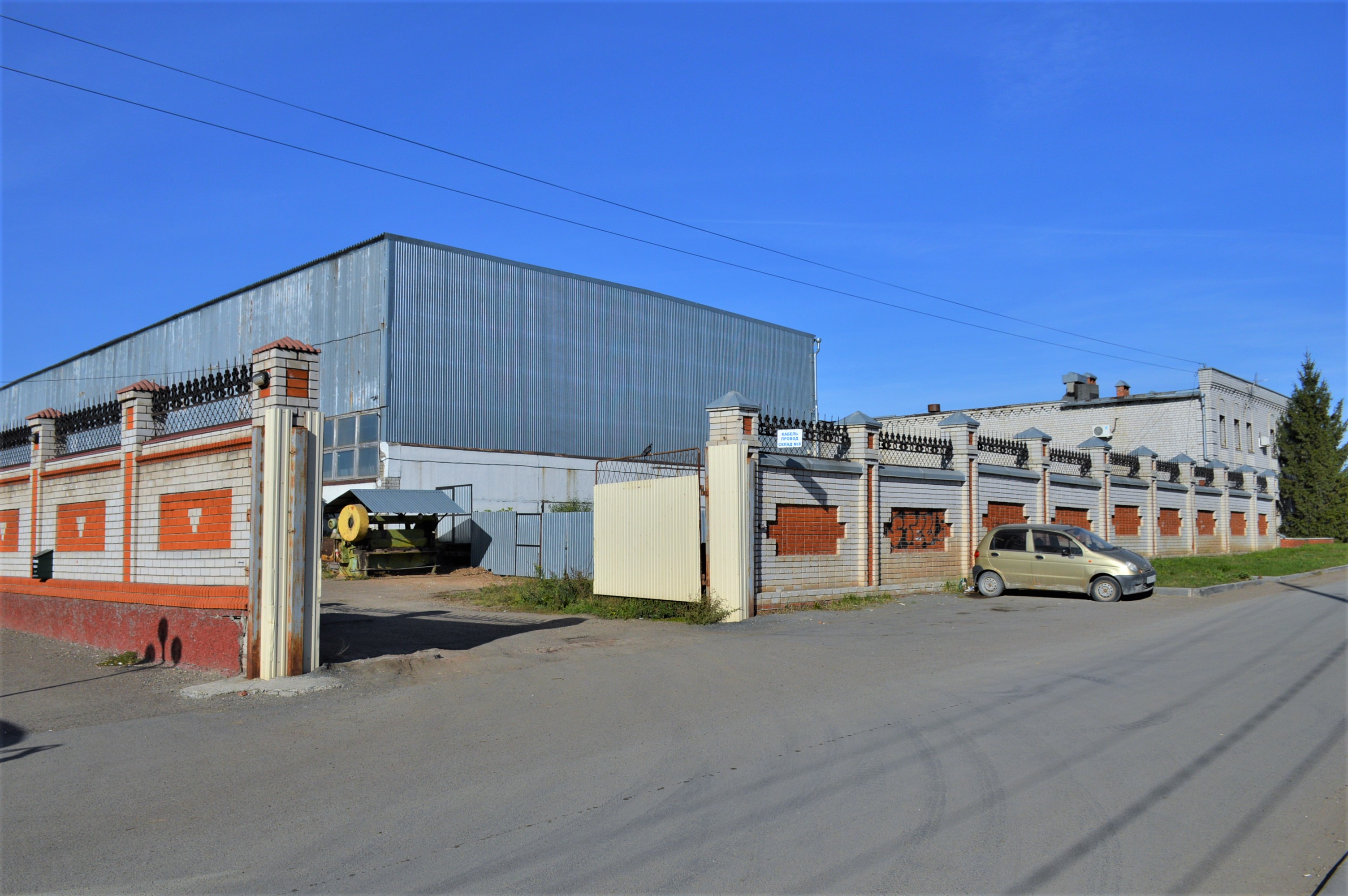
Офис и база компании «МегаПласт»: Бухарская ул., 3А, корп. 1
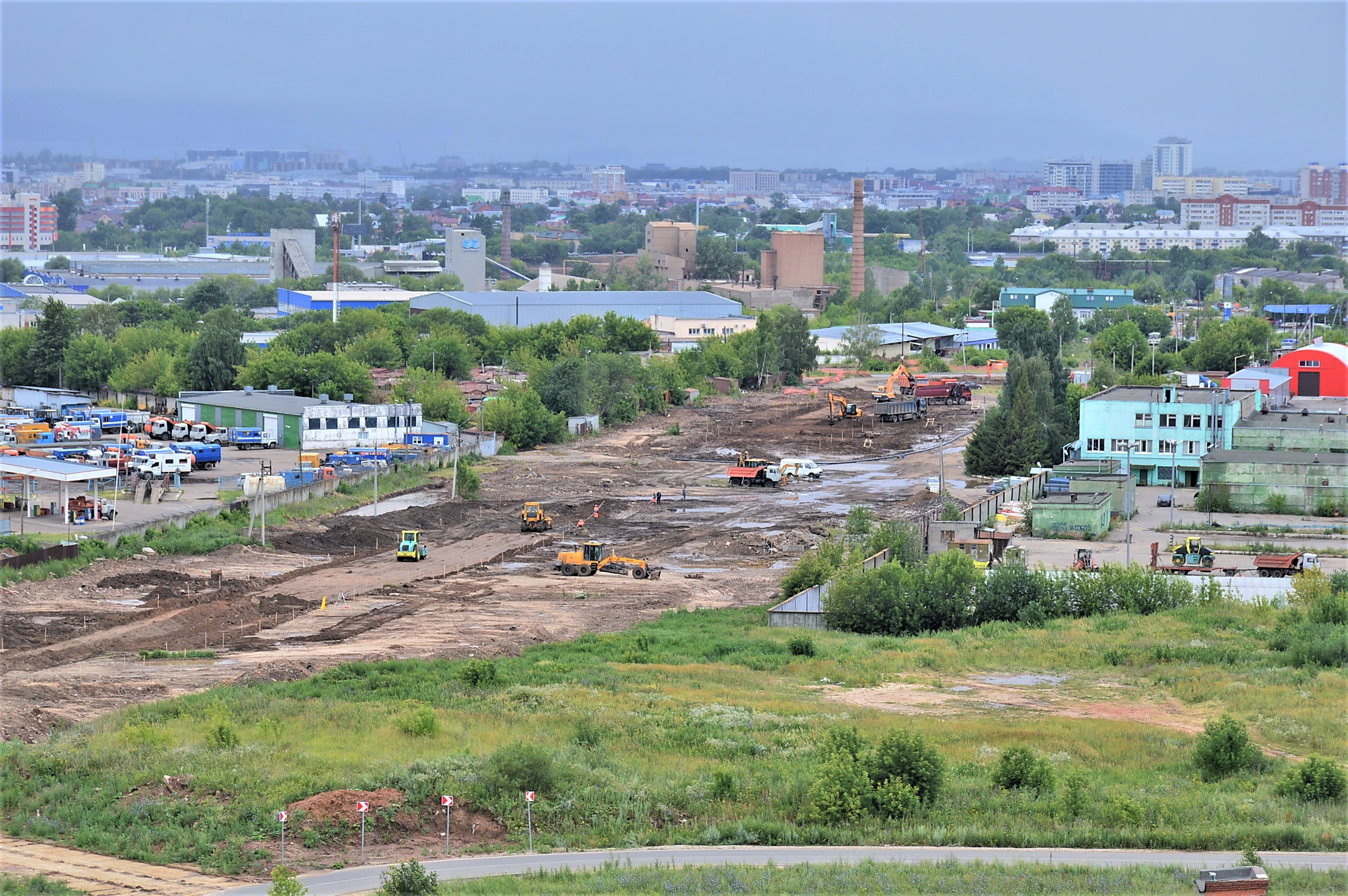
Северный участок Бухарской улицы, попавший в зону строительства Вознесенского тракта, 2021 год